# Lijst van platenlabels C
Dit is een lijst van platenlabels met als beginletter een C.
- C.I.A. Records
- C/Z Records
- C4 Records
- C9 Entertainment
- Cacophonous Records
- Cadence Records
- Cadet Records
- Caedmon Audio
- Caff Records
- Calabash Music
- Camcor Records
- Cameo Records
- Cameo-Kid
- Cameo-Parkway Records
- Camino Records
- Camp Records
- Can I Ball Records
- Canaan Records
- Candid Records
- Candle Records
- Candlelight Records
- Candy Ass Records
- Can't Stop Eating
- Cantaloupe Music
- Capitol Hill Music
- Capitol Music Group
- Capitol Records
- Capricorn Records
- Captains of Industry
- Captivity Records
- Caravan of Dreams Productions
- Carbon Copy Media
- Cardinal Records (1920s) ( Verenigde Staten)
- Cardinal Records (1950s) ( Verenigde Staten)
- Cardinal Records ( België)
- Cargo Records
- Caribou Records
- Carish
- Carl Lindstrom Company
- Carmo
- Carnival Records
- Caroline Distribution
- Caroline Records
- Caroline Records
- Carpark Records
- Carrot Top Records
- Casablanca Records
- Cascadia Experimental
- Cash Money Records
- Castle Communications
- Catbird Records
- Catmobile Records
- Caulfield Records
- Cause 4 Concern Recordings
- Cause for Concern
- Caustic Eye Productions
- Cavalier Records
- Cavity Search Records
- CBC Records
- CBS Masterworks Records
- CBS Records
- Cedille Records
- Celestial Recordings
- Celluloid Records
- Celtic Heartbeat Records
- Celtophile Records
- Cement Shoes Records
- Cenotaph
- Centaur Discs Ltd.
- Century Media Records
- Chain Reaction Records
- Chainsaw Cassettes
- Chainsaw Records
- Chalice
- Challenge Records (1920s)
- Challenge Records (1950s)
- Challenge Records
- Chameleon
- Chamillitary
- Champion Records
- Chancellor Records
- Chandos
- Channel Classics Records
- Chappelle and Stinnette Records
- Chapter Music
- Charged Records

- Charisma Pink Scroll Label
- Charisma Records
- Charnel Music
- Chart Records
- Cheap Records
- Checker Records
- Checkered Seagull
- Cheeky Records
- Cheetah Records
- Chemical Records
- Chemikal Underground
- Cherokee Records
- Cherry Red
- CherryDisc Records
- Cherrytree Records
- Chesky Records
- Chess Records
- Chi Sound Records
- Chichūkai Label
- China Records
- Chinga Chang Records
- Chiswick Records
- Chocodog Records
- Chocolate Fireguard Records
- Chocolate Frog Records
- Choke Chain Records
- Chopper City Records
- Chrysalis Records
- Chunksaah Records
- CI Records
- Cigarecords
- Cinepoly Records
- Cinevox
- Cinnamon Toast Records
- Cinoci Records
- Circle Records
- City Centre Offices
- City Slang Records
- The C Kunspyruhzy
- Claddagh Records
- Clash Records
- Class Act Records
- Classic Concert Records
- Classic Produktion Osnabrück
- Clay Records
- Clean Feed Records
- Clean-up Records
- Cleopatra Records
- Cleveland International Records
- Clickpop Records
- Clockrock Recordings
- Clockwork Entertainment
- Clockwork Recordings
- Clogsontronics
- Clover G Records
- Clover Records
- CLS Records
- Club Elite Recordings
- Club King
- Club Montepulciano Recordings
- Clubbo Records
- CMC International
- CMM
- CNR Music
- Cock Rock Disco
- Coconut Records
- Cocoon Recordings
- Coed Records
- Coercion Records
- Cold Chillin' Records
- Cold Meat Industry
- Cold Spring
- Colgems Records
- Collectables Records
- Collins Classics
- Colonial Records
- Colortone Records
- Colpix Records
- Columbia Graphophone Company
- Columbia Masterworks Records
- Columbia Music Entertainment
- Columbia Records
- Combat Records
- Come Organisation
- Comedy Central Records

- Comfort Stand Recordings
- Command Performance Records
- Command Records
- Commodore Records
- Compadre Records
- Compass Records
- Completely Gone Recordings
- Composers Recordings, Inc.
- Compost Records
- Compulse Records
- Concept Records
- Concert Artist Recordings
- Concert Hall
- Concord Music Group
- Concord Records
- Conqueror Records
- Constantinople Records
- Constellation Records
- Contemporary Records
- Continental Records
- The Control Group
- Cook Records
- Cooking Vinyl
- Cooltempo Records
- Coral Records
- Cordless Recordings
- Cornerstone RAS
- Coronet Records
- Corporate Punishment Records
- Corpus Christi Records
- Corpus Hermeticum
- Corwood Industries
- Cotillion Records
- Couch Fort Records
- Crafty Plugz
- Crammed Discs
- Crank! Records
- Crash Music Inc.
- Crass Records
- Crave Records
- Crazy Music
- CRD Records
- Cream Records
- Creation Records
- Creative Vibes
- Credential Recordings
- Creeping Bent
- Creole Records
- Crescent City Records
- Crescent Records
- Crimes Against Humanity Records
- Criminal IQ Records
- Criminal Records
- Criminal Recordz
- Criss Cross Jazz
- Croatia Records
- Crony Records
- Crossroads Music
- Crown Records
- Croxton Records
- Crunchy Frog Records
- Cruz Records
- Crydamoure
- Crying Sun Records
- Crypt Records
- Cryptogramophone Records
- Crystal Cat
- CTI Records
- Cub Records
- Cube Entertainment
- Cube Records
- Culburnie Records
- Culture Press
- Curves Music
- Cumbancha
- Cumberland Records
- Cuneiform Records
- Curb Records
- Curtom Records
- Custard Records
- Cutting Edge
- Cyclone Records
- Cypress Records
- Czar Entertainment
- Czyz Records